# Udgangsstof
Et udgangsstof, også ofte med en anglisering kaldt en prækursor (engelsk: precursor), er indenfor kemien en forbindelse, der deltager i en kemisk reaktion, som producerer en anden forbindelse. Indenfor biokemi anvendes ordet ofte til mere specifikt at henvise til en kemisk forbindelse, der kommer før en anden i en stofskiftevej, såsom et proteinudgangsstof.
| Kemi | Spire Denne artikel om kemi er en spire som bør udbygges. Du er velkommen til at hjælpe Wikipedia ved at udvide den. |